# لارس ياكوبسن (لاعب كرة قدم)
لارس ياكوبسن (بالدنماركية: Lars Jakobsen)‏ (4 نوفمبر 1961 في الدنمارك - ) هو لاعب كرة قدم دانمركي في مركز الهجوم. شارك مع منتخب الدنمارك لكرة القدم. أما مع النوادي، فقد لعب مع نادي أودنسه ونادي راندرس.

## وصلات خارجية
- لارس ياكوبسن (لاعب كرة قدم) على موقع قاعدة بيانات كرة القدم.إي يو (الإنجليزية)
- لارس ياكوبسن (لاعب كرة قدم) على موقع ناشيونال فوتبول تيمز (الإنجليزية)